# Paraíso, canto decimocuarto

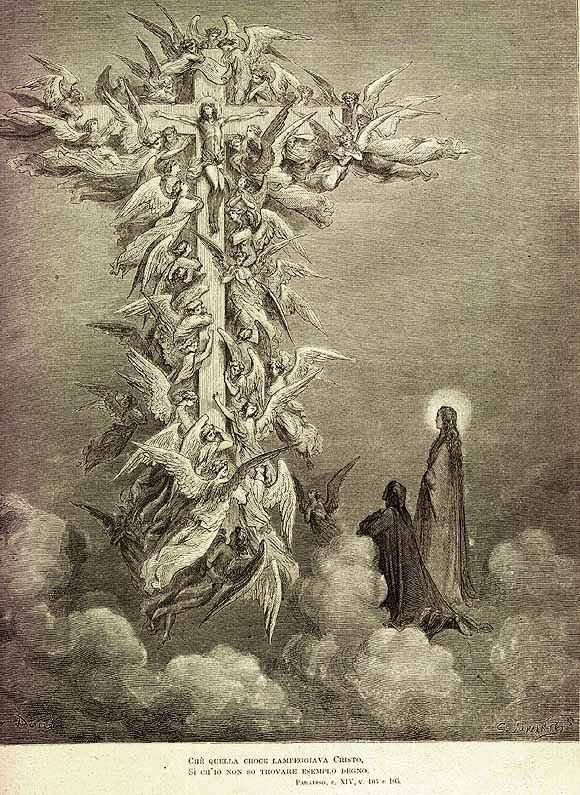
La Cruz de Cristo ilustrada por Gustavo Doré.

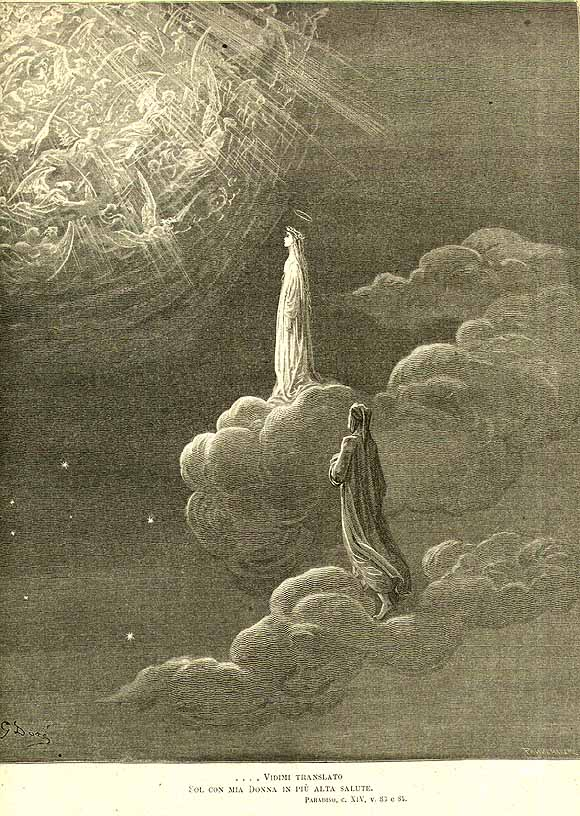
El cielo de Marte, de Gustavo Doré.

El canto decimocuarto del Paraíso de la La Divina Comedia de Dante Alighieri se desarrolla en el cielo del Sol, donde se encuentran los espíritus sabios. Transcurre la tarde del 13 de abril o del 30 de marzo de 1300.

## Contenido
- Celebración de las almas - vv. 1-33
- Discurso de Salomón: la luz de los beatos - vv. 34-60
- Nueva celebración de las almas - vv. 61-81
- Cielo de Marte: visión de la Cruz - vv. 82-139

## Síntesis y análisis
Tras las palabras de santo Tomás, Betariz exprime una duda de Dante que plantea la cuestión de si la luz que emana de los espíritus beatos es eterna, y si esta durará eternamente, planteando asimismo la cuestión de cómo harían sus órganos terrenales  para resistir su intensidad.